# 养马街道
养马街道，原为养马镇，是中华人民共和国四川省成都市简阳市下辖的一个乡镇级行政单位。2019年12月，撤镇设街道，以原养马镇铁东社区、铁西社区、海大社区、长岭社区、七里村、小沟村、田朴村、新路村、栗坪村、荷花村、田家坝村、熊家篇村、顺江村、三元村、石洞村、马槽沟村、狮子岩村、松树湾村和原灵仙乡所属行政区域为养马街道的行政区域，养马街道办事处驻天华街69号。2020年4月28日，被纳入四川省东部新区。

## 行政区划
养马街道下辖以下地区：
铁东社区、铁西社区、海大社区、长岭社区、顺江村、马槽沟村、狮子岩村、三元村、石洞村、大坪村、松树湾村、荷花村、七里坝村、熊家碥村、小沟村、田卜村、新路村、马头村、栗坪村和田家坝村。